# Santiago Sacatepéquez
Santiago Sacatepéquez – miasto w Gwatemali w departamencie Sacatepéquez. W 2006 roku liczyło 28 tys. mieszkańców. Przemysł spożywczy, włókienniczy.
Co roku w okresie święta Wszystkich Świętych Santiago Sacatepéquez odbywa się festiwal olbrzymich haftów (hiszp. Festival de Barriletes Gigantes), z których największe osiągają średnicę 17-19 m.